# Lotta & die großen Erwartungen
Lotta & die großen Erwartungen ist ein deutscher Fernsehfilm von Edzard Onneken aus dem Jahr 2012. Es handelt sich um die zweite Episode der ZDF-Filmreihe Lotta mit Josefine Preuß in der Titelrolle. Die Fernsehreihe basiert auf dem Buch Die letzten Dinge von Annegret Held.

## Handlung
Nach der Beendigung ihrer Ausbildung zur Altenpflegerin möchte Lotta zurück ins Haus Abendroth. Sie wird nur befristet eingestellt, da das Haus aufgrund von Unrentabilität wohl geschlossen werden soll. Durch einen Arzt und einer Reihe von Tests erfährt sie zudem, dass sie schwanger ist. Vater ist Lukas, mit dem sie nur eine Nacht verbracht hatte. Obwohl besagter Lukas sich größte Mühe gibt, will Lotta eine Abtreibung, da sie sich überfordert fühlt.
Im Altenstift animiert sie die Senioren zu Aktionen, so bildet sich eine Nähgruppe unter den Frauen. Zu den ganzen Strapazen wird Lotta auch noch ihr kleiner Neffe untergejubelt, auf den sie einige Zeit aufpassen soll. Hier lernt sie erstmals den Umgang mit einem Säugling kennen. Mit dem grantigen und vereinsamten Georg Kurtacker geht sie auf die Kirmes. Kurz darauf verstirbt er und hinterlässt einen Abschiedsbrief mit einem Dank für das schöne Erlebnis. Als neueste Idee lässt sie Kita-Kinder und die Senioren im Haus ihre Zeit gemeinsam gestalten und schlägt dies als förderungswürdiges Modellprojekt vor. Lotta sagt ihren Termin beim Gynäkologen ab und entschließt sich, ihr Kind auf die Welt zu bringen.

## Hintergrund
Lotta & die großen Erwartungen wurde unter dem Arbeitstitel Lotta und die jungen Hunde vom 26. Juli 2011 bis zum 23. August 2011 an Schauplätzen in Berlin und Potsdam gedreht. Produziert wurde der Film von der Novafilm Fernsehproduktion.
Die Erstausstrahlung erfolgte am 4. Mai 2012 wurde auf ZDFneo. Bei der Ausstrahlung am 10. Mai 2012 im ZDF-Hauptprogramm wurde der Film von insgesamt 3,98 Mio. Zuschauern gesehen. Dies entspricht einem Gesamtmarktanteil von 13,5 Prozent.

## Kritik
Für die Kritiker der Fernsehzeitschrift TV Spielfilm war Lotta & die großen Erwartungen „famos gespielt, locker und ernsthaft zugleich“. Sie bewerteten den Film mit dem Daumen nach oben.